# Харальд Гренске
Харальд Гудрёдссон по прозвищу Гренске (Гренландец) (952, Тёнсберг, Норвегия — 995, Швеция) — норвежский конунг, сын Гудрёда Бьёрнссона, правнук первого короля Норвегии Харальда Прекрасноволосого и отец короля Олафа Святого. Конунг Вестфольда, Вингулмарка и Агдера.

## Биография

### Ранние годы
Харальд родился в семье вестфольдского конунга Гудрёда Бьёрнссона и его неназванной жены. В детстве Харальд был отослан на воспитание к гренландскому (норвежский регион Гренланд) лендерманну (землевладельцу) Хрои Белому, поэтому и получил прозвище Гренске (Гренландец). В Гренланде воспитывался вместе с сыном Хрои Белого, своим сверстником Храни Путешественником. В 963 году после убийства своего отца Харальдом Серой Шкурой Гренландец бежал в Оппланн, а оттуда — в Швецию. В Швеции Харальд нанимается в дружину знатного военачальника Скёглара-Тости. Харальд принял участие в викингском походе Тости и провёл в Швеции зиму. Тогда он впервые познакомился с Сигрид Гордой, будущей женой Эрика Победоносного.
Покинув Швецию, Харальд Гренске присоединяется к войскам хладирского ярла Хакона Могучего, который воевал совместно с королём Дании Харальдом Синезубым против Харальда II Серой Шкуры. В 970 году конунг Харальд Серая Шкура погиб, Норвегия перешла под власть Дании. правителем Норвегии от имени датского короля стал Хакон Могучий, а Харальду Гренске датский правитель дал владения Вестфольд, Вингулмарк и Агдер. Согласно саге, на момент этого Гренландцу было 18 лет.

### Сватовство к Сигрид Гордой и гибель
В 995 году Харальд Гренландец решил оставить свою жену, Асту, дочь Гудбранда Шишки, и посвататься к овдовевшей королеве Швеции Сигрид Гордой. Харальд спросил её, не выйдет ли она за него замуж, но Сигрид отказалась, заявив, что Харальд женат на Асте и что в этом браке — «счастье для них обоих». Тем не менее, Харальд продолжал настойчиво добиваться руки королевы. В конце концов, Сигрид это надоело. Во время одного из визитов Сигрид распорядилась сжечь в доме её многочисленных женихов, включая Харальда Гренске и некоего конунга Виссивальда из Гардарики (которого иногда отождествляют с князем Всеволодом Владимировичем, но это сомнительно).
Дата гибели конунга (как и его личность) является дискуссионной. В саге об Олафе Трюггвасоне сказано, что на следующий год после гибели Харальда произошла битвы с йомсвикингами. Если имеется в виду битва при Хьёрунгаваге, произошедшая в 986 году, то гибель Харальда Гренладца можно датировать 985 годом. Однако есть ряд нестыковок — во-первых, в самой саге битва при Хьёрунгаваге описывается раньше, чем эпизод с гибелью Харальда, во-вторых, автор саги мог иметь в виду другую (менее известную и не вошедшую в историю) битву с йомсвикингами, в-третьих, в саге сказано, что к моменту сватовства Харальда Гренландца Сигрид была уже вдовой, а её первый муж, Эрик Победоносный, умер в 995 году. Наконец, рождение Олафа, сына Харальда Гренске, также принято относить к 995 году. Таким образом, более вероятной датой смерти представляется именно 995 год.

### Семья
Харальд Гренске был женат на Асте, дочери человека по имени Гудбранд Шишка. Известно, что Харальд не считал Асту ровней себе, поэтому он и предложил брак королеве Сигрид Гордой. Об убийстве Харальда Асте сообщил Храни Путешественник, названый брат Харальда, который воспитывался вместе с ним в Гренланде. Аста, возмущённая желанием Харальда разойтись, уехала к отцу в Оппланн. К тому времени она была беременна от Харальда и вскоре родила сына, Олафа Харальдссона. Крестным отцом Олафа Харальдссона (будущего Олафа Святого) был король Олаф Трюггвасон.
Вскоре после смерти мужа Аста вышла замуж вторично за конунга Рингерике Сигурда Свинью, правнука Харальда Прекрасноволосого. В этом браке родился Харальд, будущий король Норвегии Харальд III Суровый.